# Cale
Cale – miasto w Stanach Zjednoczonych, w stanie Arkansas, w hrabstwie Nevada.